# Афонин, Евгений Сергеевич (хоккеист)
Евгений Сергеевич Афонин (род. 29 апреля 1979, Барнаул) — российский хоккеист, нападающий.

## Биография
Воспитанник барнаульского хоккея. Выступал за команды «Металлург-2» Новокузнецк (1994/95 — 1998/99), «Металлург» Новокузнецк (1 матч в сезоне-1996/97 РХЛ, 17 матчей в переходном турнире следующего сезона), «Рубин» Тюмень (1999/2000 — 2000/01), «Мотор» Барнаул (2000/01 — 2004/05), «Зауралье» Курган и «Нефтяник» Лениногорск (2004/05), «Спутник» Нижний Тагил (2005/06 — 2006/07), «Торос» Нефтекамск (2007/08 — 2008/09), «Иртыш» Павлодар (чемпионат Казахстана 2009/10), «Алтай» Барнаул (2010/11 — 2010/11). Завершил карьеру в ноябре 2011 года из-за травм.
Победитель хоккейного турнира зимней Универсиады 2003.
В 2009 году в СМИ появлялась информация об избиении Афониным девушки; Афонин обвинения отрицал.
Игрок ХК «Красные крылья» в Сибирской хоккейной лиге.